# Калтайское сельское поселение

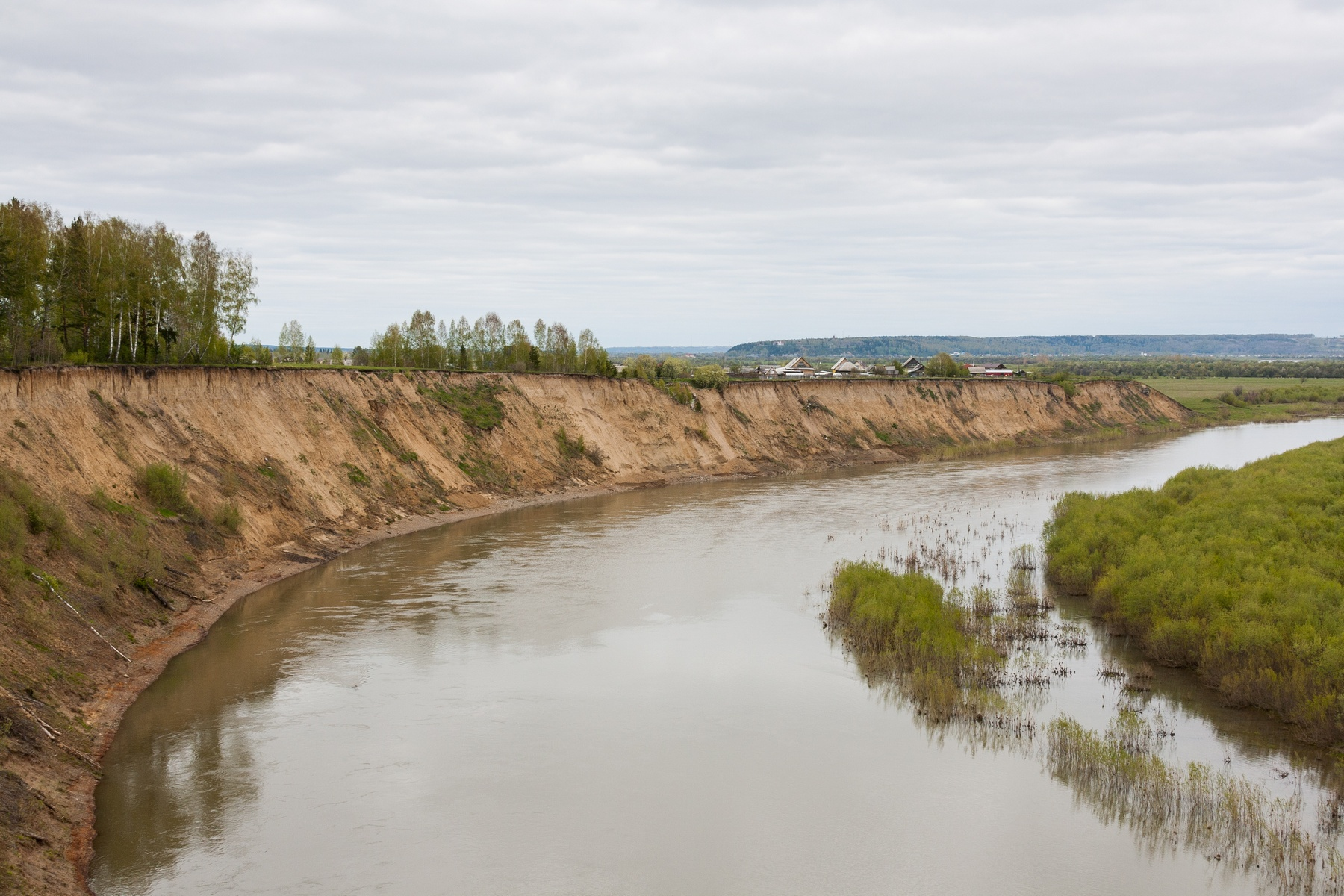
Пенькова протока Томи в Калтае.

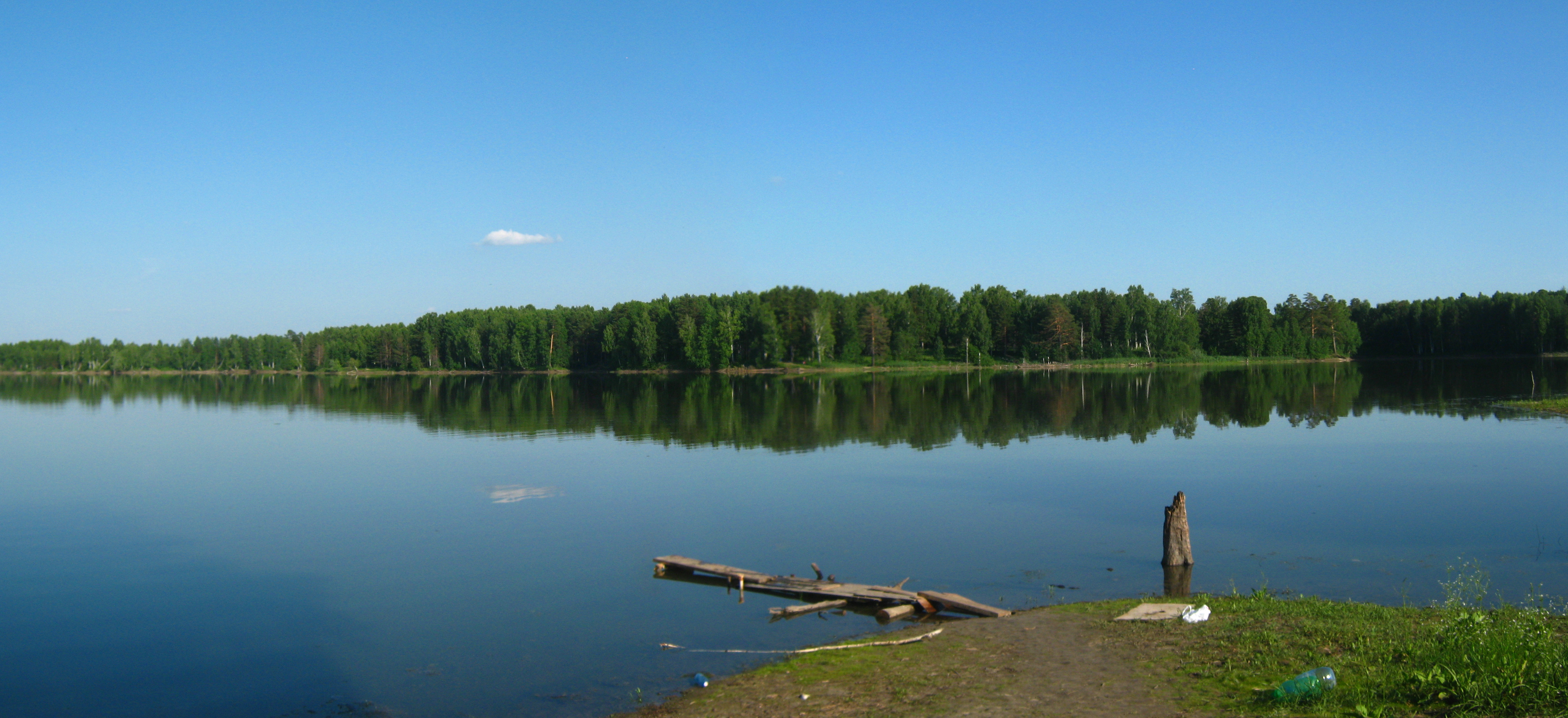
Пруд возле Кандинки.

Калта́йское се́льское поселе́ние — муниципальное образование (сельское поселение) в Томском районе Томской области, Россия. Центр поселения — село Калтай. В состав поселения входят 5 населённых пунктов. Население — 3618 чел. (по данным на 1 августа 2012 года). Расстояние до Томска колеблется от 18 км (Кандинка) до 63 км (Берёзовая Речка).

## История
Село Калтай существовало до 1910 года. Документальным подтверждением этому служит карта Томской губернии, датированной 1910 годом. До 1964 года на территории современного поселения существовал Калтайский сельский совет, в который входили 15 населённых пунктов. Однако, 1 апреля 1964 года он был ликвидирован. Часть нас. пунктов вошла в состав новообразованного Курлекского сельсовета, часть была передана Тахтамышевскому сельсовету. В июле 1977 года вновь был образован Калтайский сельсовет в составе всего 2 населённых пунктов — Калтая и Кандинки. В 1992 году, после ликвидации исполкома, были созданы Администрация и Совет Калтайского сельского Совета. С 1997 года Совет входил в состав Заречного сельского округа. 28 октября 2004 года было образовано собственно Калтайское сельское поселение на основании Закона Томской области «О наделении статусом муниципального района, сельского поселения и установлении границ муниципальных образований на территории Томского района». Де-факто поселение возникло 1 января 2006 года.

## Население
| 2008  | 2009  | 2010  | 2011  | 2012  | 2013  | 2014  | 2015  | 2016  |
| ----- | ----- | ----- | ----- | ----- | ----- | ----- | ----- | ----- |
| 3485  | ↗3549 | ↗3570 | ↗3580 | ↗3618 | ↗3670 | ↗3722 | ↘3718 | ↗3735 |
| 2017  | 2018  | 2019  | 2020  | 2021  |       |       |       |       |
| ↗3743 | ↘3741 | ↘3724 | ↗3736 | ↗3831 |       |       |       |       |

## Населённые пункты и власть
| Населённый пункт   | Население (01.08.2012) |
| ------------------ | ---------------------- |
| с. Калтай          | 1050                   |
| д. Берёзовая Речка | 9                      |
| д. Кандинка        | 1121                   |
| с. Курлек          | 1409                   |
| д. Госконюшня      | 29                     |

Глава сельского поселения — Мирошникова Зоя Викторовна. Председатель Совета — Титов Роман Геннадьевич.

## Экономика
Основу экономики поселения составляет деревообрабатывающая промышленность, в т. ч. ОГУ «Калтайский опытный лесхоз» и ОАО «Курлекский ЛПК». Также есть другие предприятия, а также ведут свою деятельность индивидуальные предприниматели. В Курлеке, Кандинке и Калтае есть отделения почты и ОАО «Сибирьтелеком».

## Образование
На территории поселения действуют 3 школы и 3 детских сада (по одной школе и одному детсаду в нас. пунктах Курлек, Калтай и Кандинка).